# بوبي إثيريدغ
بوبي إثيريدغ (بالإنجليزية: Bobby Etheridge)‏ هو لاعب كرة قدم بريطاني، ولد في 21 مارس 1934 في غلوستر في المملكة المتحدة، وتوفي بنفس المكان في 4 مارس 1988. لعب مع نادي بريستول سيتي ونادي غلوستر سيتي.